# NOVY

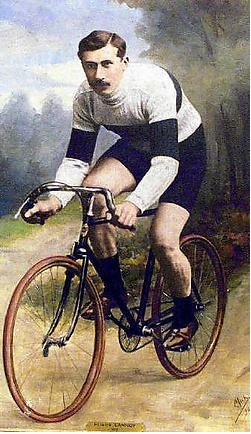
Hilaire Lannoy in 1912. Dit schilderij hangt nog steeds in het bedrijf in Kuurne

NOVY is een historisch Belgisch merk van fietsen, bromfietsen en motorfietsen en produceert tegenwoordig keukenapparatuur.
De bedrijfsnaam was Ets. “Novy”, Hil. Lannoy & Zonen, Courtrai (Kortrijk), tegenwoordig Novy NV, Kuurne.

## Voorgeschiedenis

### Lannoy fietsen
De firma werd in 1911 opgericht door de voormalig wielrenner Hilaire Lannoy (1887-1984). Hij begon in 1907 een rijwielhandel in Kortrijk, maar vanaf 1911 begon hij,na zijn wielercarrière, zelf fietsen te produceren onder de merknaam "Yonnal" (Lannoy omgekeerd). Tijdens de Eerste Wereldoorlog moest hij de productie stilleggen vanwege materiaalschaarste. Na de oorlog nam de populariteit van fietsen een hoge vlucht, waardoor Hilaire zelfs fietsen uit Frankrijk en het Verenigd Koninkrijk moest gaan importeren. In 1920 begon Lannoy ook bakfietsen te produceren, die al de merknaam "NOVY" kregen. Vooral Britse fietsen hadden een goede naam, en rond 1930 was de merknaam al "verengelst" tot "The Yonnal". Rond die tijd verkocht Lannoy ook fietsen van FIAT, Torpille, Rapide en Curon.

## NOVY-motorfietsen
Rond 1928 werden er voor het eerst lichte motorfietsen met 78 cc Le Poulain-tweetaktmotortjes geproduceerd. Vanaf 1930 produceerde Novy ook 250 en 350 cc triporteurs met Villiers-inbouwmotoren. In 1931 volgden er motorfietsen met 98, 125 en 200 cc Villiers-blokken. Later werden ook motorfietsen met ILO-motoren tot 200 cc gefabriceerd. Tijdens de Tweede Wereldoorlog lag de productie stil, en bovendien viel er een vliegtuigbom op het bedrijf.
Na de oorlog kon Hilaire Lannoy de productie al snel weer opstarten, dankzij een voorraad inbouwmotoren die in de kelder verstopt was. Er kwamen in 1950 50 cc bromfietsen met ILO-blokjes en het motorfietsgamma bestond uit 100-, 125- en 200cc-modellen, allen met Villiers-tweetaktmotoren en in de jaren vijftig verschenen ook de eerste modellen met plunjervering. Er werden intussen ook telescoopvorken toegepast en de plunjervering achter werd soms vervangen door een getrokken schommelvork. In 1953 kwam er een 225cc-model, maar de 100 cc-versie moest het veld ruimen. In 1954 kwam er een nieuwe bromfiets met een 50 cc Gasquy-blokje. Feitelijk kwam dit blokje van het Franse merk Le Poulain, maar Gasqu in Herstal bouwde ze in licentie. NOVY leverde haar bromfietsen echter ook met ILO- en Sachs-motoren. Triporteurs werden geleverd in een aantal basisuitvoeringen, allemaal met 200 cc Villiers-motoren: de TR201 had een kaal chassis, de TR202 een open laadbak, de TR203 een gesloten kast en de TR206 was een ijskar. Novy was vanaf 1953 ook importeur van de Britse Oscar-scooters. In 1956 leverde men een 250cc-motorfiets met een ILO-tweecilindermotor. Hoewel er tussendoor steeds modellen met Villiers-motor gebouwd werden, stapte men hier in 1960 helemaal op over. Rond die tijd verdween het merk ook van de motorfietsmarkt, maar Novy bromfietsen werden in 1964 nog gemaakt.
Novy heeft sporadisch ook zijspannen gemaakt.
Vanaf 1965 legde het bedrijf zich toe op de productie van afzuigkappen, maar later volgde ook andere keukenapparatuur. Men bleef intussen (tot 2007) ook fietsen produceren.
Het bedrijf bestaat echter nog steeds.

## Sarcus
- Volgens "Egon Duchateau, Geert Huylebroeck, Nick Jonkheere, Rick van Eycken, Luc Freson, A-Z der Belgische motoren" produceerde dit merk ook fietsen en bromfietsen onder de naam "Sarcus". De bromfietsen waren voorzien van Fuchs-hulpmotortjes. Omdat fuchs produceerde van 1946 tot 1964 moet dat dus in deze periode zijn geweest.